# Огреяк
Огреяк (до 29 юни 1942 г. Кадийца, до 5 януари 1946 г. Огреяк, до 14 юли 1988 г. Кадийца, на македонска литературна норма: Кадиица) е най-високият връх на Влахина планина. Разположен в най-южната част на главното планинско било, южно от връх Делибов камък. На югоизток чрез седловината Седлото (Четало) се свързва с първенеца на Малешевската планина – Ильов връх (Джама).
Върхът е с остри склонове и рязко доминира над планинската билна заравненост. Северните и западните склонове са полегати, а югозападните и югоизточните – стръмни.
Огреяк е изграден от метаморфни скали. Почвите са кафяви планинско-горски. До 1600 м н.в. е покрит с букови гори, а високите части са обрасли със субалпийска тревна растителност.
До 1942 година върхът носи името Кадийца, с което е познат сред местното население. Като Кадийца е обозначен и в официални топографски карти на България. В периода 1942 – 1946 е преименуван на Огреяк, от 1946 до 1989 отново е Кадийца. След 1989 година носи името Огреяк. По билото му в направление север-юг преминава държавната граница между България и Северна Македония. При най-високата точка на върха е разположена гранична пирамида номер 55. В непосредствена близост на 120 м източно от нея, на малко по-ниско възвишение е разположен триангулачен знак. Известната височина от 1924 метра е измерена при триангулачния знак, а не при по-високата точка на пирамида 55.
Основен изходен пункт за изкачването на върха са селата Сушица и Брестово, Община Симитли. Изкачването става по някои от приграничните черни пътища и без пътека с разрешение от Гранична полиция.